# Nördlichste Insel der Erde
Die Identifikation der nördlichsten Insel der Erde ist umstritten. Der Gedanke an eine nördlichste Landfläche der Erde existiert seit der Antike, als erstmals der Name Thule für ein Land im hohen Norden aufkam, das der Grieche Pytheas entdeckt haben wollte. In Bezug darauf wird die nördlichste Landfläche der Erde auch Ultima Thule genannt. Dass es sich bei Ultima Thule um eine Insel vor der grönländischen Nordküste handeln muss, ist jedoch unbestritten.

## Frühe neuzeitliche Entdeckungen

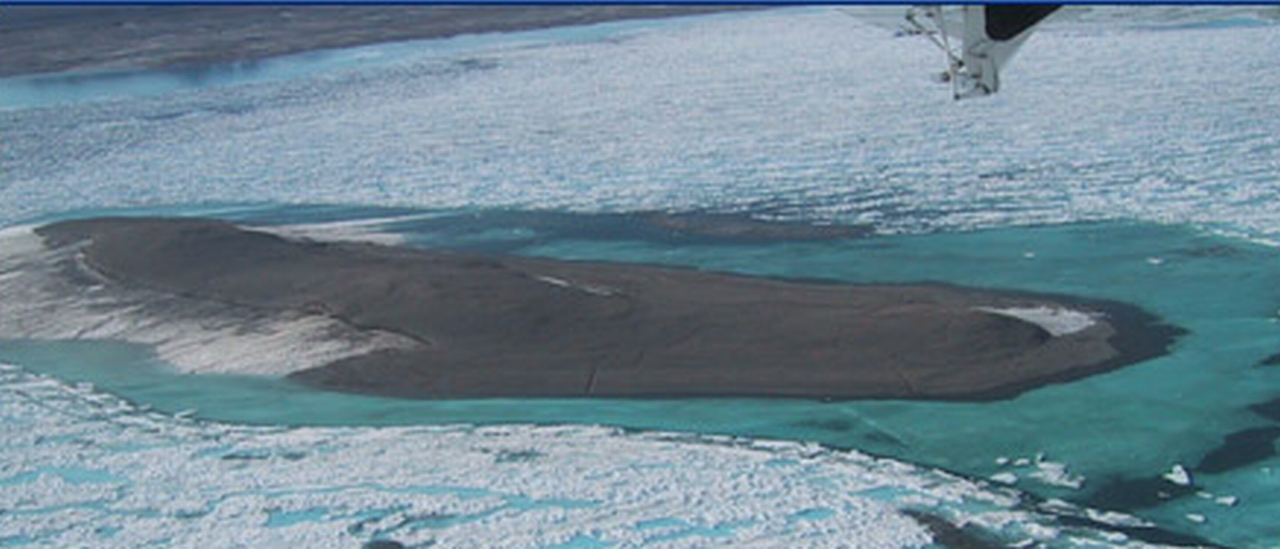
Kaffeklubben Ø im September 2008

Das Gebiet um den Nordpol war lange unerforscht. Erst 1900 gelang es Robert Edwin Peary, Matthew Henson und dem Inughuaq Ahngmalokto (Angmalortoĸ?) zu beweisen, dass Grönland eine Insel ist und der nördlichste Punkt des grönländischen Festlandes, Kap Morris Jesup, nördlicher als alle anderen Nordküsten der Erde liegt. Östlich des Kaps entdeckte Peary eine Insel, die er nach seiner Tochter Marie Island nannte. Die Insel geriet jedoch in Vergessenheit. 1921 entdeckte Lauge Koch gemeinsam mit den Inughuit Ittukusuk, Inuuteq (Inuutersuaq) und Nukappiannguaq die Insel Kaffeklubben Ø, die er aber nicht betrat. Es ist davon auszugehen, dass es sich um dieselbe Insel wie Marie Island handelt. Erst am 6. Juli 1960 betraten die US-amerikanischen Geologen William Davies und Daniel Krinsley sowie der dänische Archäologe Eigil Knuth die Insel von Hubschraubern aus. 1969 wurde beim Project Nord-1969 von US-amerikanischen und kanadischen Forschern festgestellt, dass Kaffeklubben Ø einige Hundert Meter nördlicher als Kap Morris Jesup liegt, was die Insel zur nördlichsten bekannten Landfläche der Erde machte. Die Insel wurde 1991 von den Grönländern Piitaaraq Brandt, Kaaleeraq Bech und Johan Brandt besucht und Inuit Qeqertaat genannt, was als offizieller grönländischer Name der Insel anerkannt wurde.

## Die Geisterinseln
Zwischen 1978 und 2008 wurden zahlreiche Inselchen vor der Nordküste entdeckt, die auftauchten und wieder verschwanden. Aus diesem Grund wurden sie von verschiedenen Personen als flygtige småøer („flüchtige Inselchen“), ghost islands („Geisterinseln“), Stray Dog Archipelago („Streuneraarchipel“), islands on the move („Inseln in Bewegung“) oder phantoms („Phantome“) bezeichnet.

### Oodaap Qeqertaa
Bei geodätischen Messungen auf Kaffeklubben Ø entdeckten Uffe Petersen und Frede Madsen am 26. Juli 1978 eine Insel weiter nördlich, die von Frede Madsen und dem Hubschrauberpiloten Paul Weber angeflogen und betreten wurde. Die Insel lag 1,36 km nördlich von Kaffeklubben Ø auf der Position 83° 40’ 32.51” N, 30° 40’ 10.42” W. Eine rückwirkende Betrachtung von Satellitenbildern schließt nicht aus, dass die Insel schon 1969 existiert hatte, auch wenn dies aufgrund der Bildqualität nicht beweisbar ist. Die Insel sollte zuerst den Namen Susan Ø erhalten, später entschied man sich jedoch für Oodaaq Ø bzw. mit dem offiziell anerkannten grönländischen Namen Oodaap Qeqertaa. Der Name bezieht sich auf den Inughuaq Ôdâĸ, der 1909 vermutlich gemeinsam mit Peary und Henson sowie drei weiteren Inughuit als erster den Nordpol erreicht hatte.
Am 30. März 1979 besuchte ein Team der Sirius-Schlittenpatrouille die Insel und hinterließ einen Steinhaufen. Am 30. Juni desselben Jahres besuchte ein weiteres Geologenteam die Insel und fand dort den drei Monate zuvor errichteten Steinhaufen samt einer Notiz vor. 1980 erreichte erneut die Sirius-Patrouille die Insel, aber 1981, 1982, 1983 und 1984 konnte die Insel nicht mehr aufgefunden werden, womit sie als verschwunden galt. Eine weitere Überprüfung während der Return to the Top of the World Expedition (RTOW) 2001 ergab ebenfalls ein negatives Ergebnis. Bei einer Untersuchung am 1. August 2008 konnten Carsten Riise-Jensen und Arne Vestergaard Olesen erneut keine Insel an der ursprünglichen Position ausmachen.
Die Insel maß etwa 50 m × 50 m, hatte eine Höhe von 1 m und bestand aus Steinen mit einem Durchmesser von 10 bis 30 cm. Der Grund war gefroren. Eine geologische Untersuchung der Steine zeigte, dass es sich um dieselbe Geisteinsart wie auf Kaffeklubben Ø handelte.

### 1996 ATOW/Resurrection Island
1995 entdeckte der US-Amerikaner Dennis Schmitt bei einer Untersuchung des Treibeises vor der Nordküste Grönlands vom Hubschrauber aus mehrere Steingebilde im Eis.
Infolgedessen reiste 1996 die American Top of the World Expedition (ATOW), bestehend aus Theresa (Terri) Baker, Steve Gardiner, John Jancik, Bob Palais, Galen Rowell, Jim Schaefer, Dennis Schmitt, Joe Sears, Peter Skafte und Ken Zerbst, an die Stelle, um Oodaap Qeqertaa zu Fuß zu erreichen. Auf Kaffeklubben Ø fanden sie jedoch die Notiz von 1982, dass es der Sirius-Patrouille nicht gelungen war, Oodaap Qeqertaa zu finden. Am 10. Juli entdeckten sie jedoch einen einzelnen Stein aus dem Wasser einer Schmelzwasserpfütze im Eis ragen, der sich in den folgenden Tagen zu einer Insel erhob. Nachdem man vorerst davon ausgegangen war, Oodaap Qeqertaa wiederentdeckt zu haben, stellte man fest, dass es sich um eine andere Insel handelte, die nach der Expedition benannt wurde, später aber die Bezeichnung Resurrection Island erhielt. Auf dem Rückweg fand die Mannschaft weiter südlich eine weitere Steinstruktur, die aber nicht genauer untersucht wurde, aber 2001 bei der Return to the Top of the World Expedition (RTOW) erneut beobachtet wurde.
Im Sommer 1998 wurde die Insel erneut gesichtet bzw. im Jahr 2000 während der The International Greenland Expedition von Lonnie Dupre und John Hoelscher besucht. 2001 wurde sie während der Return to the Top of the World Expedition (RTOW) erneut gesichtet.
Die Insel befand sich an der Position 83° 40’ 34.8” N, 30° 38’ 14” W, maß etwa 15 m × 10 m, war 1 m hoch und bestand aus rund 50 cm großen Steinen.

### 1997 KMS
Im Juli 1997 entdeckten die beiden Dänen René Forsberg und Nynne Sole Dalå vom Helikopter aus eine 50 m × 50 m große Insel mit einem künstlichen Steinhaufen, die sie ebenfalls für Oodaap Qeqertaa hielten. Die Insel befand sich aber an der Position 83° 40’ 15.1” N, 30° 30’ 34.5” W 1,8 km weiter ostsüdöstlich. Entweder war die Insel bereits zuvor entdeckt worden, ohne dass davon berichtet worden war, oder es handelte sich tatsächlich um Oodaap Qeqertaa, die mit dem Meereis mitgetrieben worden war. Die Struktur erhielt ihre Bezeichnung nach der Kort & Matrikelstyrelsen, in deren Auftrag Forsberg und Dalå tätig waren.
Die mutmaßliche Insel wurde während der Return to the Top of the World Expedition (RTOW) im Jahr 2001 erneut gesichtet. Carsten Riise-Jensen und Arne Vestergaard Olesen suchten am 1. August 2008 nach der Insel, die aber verschwunden war. Stattdessen fanden sie 200 m weiter nördlich an der Position 83° 40.252’ N, 30° 30.58’ W Sand und Lehm auf dem Eis.

### 2001 RTOW
Während der Return to the Top of the World Expedition (RTOW) im Jahr 2001, bestehend aus David Baker, Theresa (Terri) Baker, Steve Gardiner, John Jancik, Jim McCrain, Jim Schaefer, Joe Sears, Vernon Tejas und Ken Zerbst, wurden verschiedene der anderen Inseln erneut aufgefunden, dazu eine noch weiter nördlich liegende Insel, die erneut nach der Expedition benannt wurde. Sie befand sich an der Position 83° 41’ 06” N, 30° 45’ 36” W.
Bei der Euro-American Expedition 2003 mit Mara Boland, Marilyn Geninatti, Ans Hoefnagel, Rich Jali, Frank Landsberger, Andy Rash, Alan Schick, Dennis Schmitt, Peter Skafte und Patricia Thouvenin fand Dennis Schmitt an der Position 83° 41’ 05” N, 30° 45’ 33” W einen 7 m hohen und rund 100 m langen Presseishügel vor, der Gestein überdeckte. Schmitt nannte die Struktur 83-41 Island. Es ist unklar, ob es sich dabei um dieselbe Steinformation handelt wie das Objekt 2001 RTOW.

### 83-42 Island/Schmitt Island
Im Sommer 1998 leitete Dennis Schmitt die Euro-American North Greenland Expedition, bei der sowohl 1996 ATOW gesichtet wurde als auch zwei neue Inseln noch weiter nördlich.
Während der Euro-American Expedition 2003 entdeckte Dennis Schmitt eine Struktur noch weiter nördlich an der Position 83° 42’ 05” N, 30° 39’ W, von denen er eine als eine derselben identifizierte, die er fünf Jahre zuvor von der Luft aus entdeckt hatte. Sie erhielt den Namen nach ihrer geografischen Breite.
Sie maß 30 m × 15 m und war 4,5 m hoch und bestand aus Steinen unterschiedlicher Größe, die mit Flechten bewachsen waren. Das Expeditionsteam errichtete einen Steinhaufen.
Am 1. August 2008 fanden Carsten Riise-Jensen und Arne Vestergaard Olesen an der Position 83° 42.12’ N, 30° 44.22’ W eine 30 m breite Geisteinskuppel mit 2 bis 3 m Höhe. Sie nannten die Insel Eklipse Ø, da an diesem Tag eine Sonnenfinsternis stattfand. Es ist unklar, ob es sich um dieselbe Insel handelte, die sich eventuell in den fünf Jahren zuvor leicht verschoben hatte. An der Position 83° 43.10’ N, 30° 28.83’ W etwa 4 km weiter nördlich entdeckten Riise-Jensen und Olesen eine Sedimentstruktur auf dem Eis, die mit einer Geschwindigkeit von 200 m pro Stunde westwärts driftete.
Bei dieser Struktur handelt es sich mutmaßlich um die nördlichste aller je entdeckten Landmassen.

### Stray Dog West Island
Um 2005 entdeckte man auf Satellitenbildern eine Struktur deutlich weiter westlich an der Position 83° 40’ 37” N, 31° 12’ W, die den Namen Stray Dog West Island erhielt. Am 12. Juli 2007 erreichten Steve Kabala, Bob Mittleman, John H. Richardson, Dennis Schmitt, Jeff Shea und Holly Wenger während der Euro-American 2007 North Greenland Expedition die Insel und Dennis Schmitt gab ihr zusätzlich den Namen Kitaa Qeqertoq (wörtlich in etwa „Westen Insal“). Er hatte bereits zuvor in Nordostgrönland der Insel Uunartoq Qeqertoq (wörtlich in etwa „Insal heiß“) einen ungrammatischen und mit Rechtschreibfehlern versehenen pseudogrönländischen und offiziell nicht anerkannten Namen verliehen.
Die Größe der Insel wurde mit 100 m × 30 m angegeben, wobei sie teils von Eis überdeckt war, sodass man davon ausging, dass sie eigentlich 100 m × 60 m maß.

### Ultima Thule 2008
Am 26. Juli 2008 entdeckte ein Team, bestehend aus Brian Beatty, Friederike Castenow, Heinz und Lindy Fischer, Jörg Teiwes, Ken Zerbst und Peter von Sassen, eine Insel an der Position 83° 41’ 20.7” N, 31° 5’ 28” W. Sie war etwa 100 m lang, äußerst schmal und etwa 5 m hoch. Das Team errichtete einen Steinhaufen.

## Bewertung
Aus einem 2019 veröffentlichten Artikel von Ole Bennike und Jeff Shea geht hervor, dass seit 2008 offenbar keine Untersuchung der Geisterinseln vor der Küste mehr stattgefunden habe. Sie bewerten die Forschungssituation als mangelhaft, um feste Aussagen zur Beständigkeit der Inseln machen zu können, wofür vor allem genauere Beschreibungen und Untersuchungen von Gestein und Vegetation auf den Inseln nötig wären. Sie halten fest, dass die Inseln nicht dauerhaft an derselben Position liegen können, und vermuten anhand der Beobachtungen aus den letzten Jahrzehnten, dass vermutlich keine der bis 2008 beobachteten Inseln noch existiert.
Sie vermuten, dass die Geisterinseln entstehen, weil Treibeis lockeres Gestein am Meeresgrund zusammenschiebt und zu Inseln auftürmt, die dann wieder zerfallen bzw. vom Treibeis unter die Meeresoberfläche gedrückt werden. Für eine Bestätigung dieser These wären jedoch Untersuchungen des Meeresbodens notwendig, vor allem der Tiefe. Eine andere Möglichkeit ist, dass es sich lediglich um Steinhaufen handelt, die auf dem Eis liegen und mit diesem mittreiben, so wie 2008 auch treibende Sedimente beobachtet worden waren.
Dennis Schmitt resümierte, dass er die Inseln als äußerst kurzlebig wahrnahm, weswegen er sie als „streunende Hunde“ bezeichnete, und schloss damit ab, dass die Suche nach Ultima Thule wissenschaftlich wohl keinen Sinn hat. Die nördlichste unumstrittene Landmasse der Erde bleibt damit Kaffeklubben Ø. Diese Ansicht wird bestätigt durch die Expeditionsergebnisse eines Forschungsteams der Technischen Universität Dänemarks (DTU). Nachdem 2021 eine weitere vermeintlich „noch nördlichere“ Insel gefunden worden war, wurden 2022 bei der Expedition der DTU alle seit 1978 gemeldeten Inselpositionen besucht und festgestellt, dass es sich bei diesen „Inseln“ lediglich um mit Erde und Kies bedeckte Eisberge handelt.